# Милан Рустанбег
Милан Рустанбег (Делнице, 14. септембар 1914 — Злобин, код Бакра, 23. септембар 1944), учесник Народноослободилачке борбе и народни херој Југославије.

## Биографија
Рођен је 14. септембра 1914. године у Делницама, Горски котар. Када му је било шест година, остао је без родитеља. Још као дечак отишао је у Војводину и запослио се у Риђици. Учио је бријачки занат, који није изучио, јер га је власник бријачнице терао да ради друге послове. После четири године, вратио се у Делнице и запослио се као физички радник. Окупацију Југославије дочекао је као симпатизер Комунистичке партије Југославије.
У Делничку партизанску чету отишао је 6. октобра 1941. године. Истакао се када се, с још једним другом, добровољно јавио за опасан задатак. Наиме, у Делницама је било неколико људи који су били противници Народноослободилачког покрета. Међу њима се истицао Ладислав Шпорер, усташки доушник и кривац за смрт једног скојевца. Делничка чета је донела одлуку да га убије. Милан је кренуо према Делницама, које је окупатор већ био опасао бодљикавом жицом и бункерима. Успео је да се провуче мимо непријатељских стража и успешно извршио задатак. Као изврстан скијаш, био је командир скијашког вода, а затим је постављен за командира Делничке партизанске чете. У КПЈ је примљен 1942. године.
Средином 1942. године, непријатељ је намеравао да нападне Моравичку партизанску чету, која је имала логор на Литорићу. О томе је Штаб Пете оперативне зоне Хрватске обавестио Делничку чету, која је с командантом Миланом Рустанбегом стигла на време, заузела погодне положаје и одбила непријатељски напад.
Када је, јула 1942. године, формиран Ударни батаљон Другог приморско-горанског партизанског одреда, у његов је састав ушла и Омладинска чета батаљона „Горанин“, с командиром Миланом Рустанбегом. Дужност командира Омладинске чете Милан је обављао и у Шестој бригади Хрватске, која је формирана половином октобра 1942. године. Године 1943. Милан је постављен за команданта батаљона „Матија Губец“. Као командант батаљона, постигао је успехе у нападу на непријатеља код Брода на Купи и на путу Црни Луг—Герово.
У другој половини 1943. године, Милан Рустанбег је упућен на карловачко подручје, где је преузео дужност команданта Првог карловачког партизанског одреда. Почетком 1944. године, Милан се вратио у Горски котар, сада као командант Друге бригаде Тринаесте приморско-горанске дивизије. С бригадом је постигао значајан успех у нападу на непријатељски аеродром код Киковице. Приликом напада на непријатељски гарнизон у Злобину, 23. септембра 1944, био је тешко рањен. Убрзо је подлегао озљедама.
Указом председника Федеративне Народне Републике Југославије Јосипа Броза Тита, 27. новембра 1953. године, проглашен је за народног хероја.
Његова биста се налази у Алеји народних хероја градског парка у Делницама.